# Leoncio Echeverría Valdés
Leoncio Echeverría Valdés, diplomático y político conservador chileno. Nació en Santiago, en 1840. Falleció en Santiago, en agosto de 1912. Hijo de José Rafael Echeverría Pérez Cotapos y doña Dolores Valdés Aldunate. Casado con Leonor Carvallo Ureta.
Estudió en el Colegio de los Sagrados Corazones. Fue delegado especial en Ferrocarriles del Estado (1891); miembro del Consejo de la Empresa de los Ferrocarriles del Estado (1892). Consejero del Banco Hipotecario de Chile (1902). 
Fue militante del Partido Conservador, pero durante la revolución de 1891 mantuvo su neutralidad como independiente. 
Senador por Colchagua (1897-1903), integró la comisión permanente de Constitución, Legislación y Justicia.